# The White Stag
The White Stag (trad. litt. : « Le Cerf blanc ») est un livre pour enfants, écrit et illustré par Kate Seredy en 1937. Il a remporté la médaille Newbery, prix littéraire américain pour le meilleur roman jeunesse et a reçu le Lewis Carroll Shelf Award. The White Stag est un récit mythique qui suit les bandes guerrières des Huns et des Magyars à travers l'Asie et l'Europe, ainsi que la vie d'Attila le Hun. Le cerf blanc est une créature très présente dans la mythologie hongroise. 
Le roman est inédit dans les pays francophones.

## Résumé
The White Stag démarre après la chute de la Tour de Babel. Nimrod attend le retour de ses deux fils, Hunor et Magor (en). Ils se sont lancés à la poursuite d'un mystérieux cerf blanc apparu il y a sept mois. Craignant qu'ils ne reviennent jamais et que son peuple se retrouve sans chef, le vieil homme offre en sacrifice à leur dieu Hadúr (en) son cheval de guerre. Immédiatement après, ses fils reviennent avec de la viande pour les gens affamés. Alors qu'ils racontent l'histoire de leur poursuite du cerf blanc, Nimrod se rend compte qu'il est maintenant temps pour eux de prendre la tête de leur peuple et il se jette sur l'autel. 
Dorénavant, Hunor et Magyar mènent le peuple à la recherche de leur terre promise, en suivant le cerf blanc qu'ils ne peuvent jamais attraper. Plus tard, ils rencontrent et épousent les Moonmaidens, et vivent heureux pendant quinze ans. Finalement, le gibier disparaît et la population reprend la route. « Comme un coin tranchant, ils s'étaient enfoncés en Europe et maintenant ils étaient entourés d'ennemis ; ils devaient continuer ou périr ». Cette fois, ils doivent combattre de nombreux groupes qui vivent dans les pays qu'ils traversent et les gens commencent à se quereller. Hunor est fort et dur, tandis que Magyar est plus silencieux et plus savant. Bien que les deux frères dirigent toujours, les gens se divisent et s'identifient maintenant comme Huns ou Magyars, selon le frère qu'ils respectent le plus. Magyar veut trouver une terre moins peuplée, mais Hunor les mène à plus de combats. 
Enfin, les deux clans se sont séparés. Les Magyars restent derrière et le fils de Hunor, Bendeguz, et son petit-fils, Atilla, mènent les Huns à l'ouest. Lorsqu'ils se retrouvent dans une impasse lors d'une tempête de neige aveuglante, le Cerf Blanc semble leur montrer un chemin à travers les montagnes vers leur terre promise, la Hongrie moderne. 

## Contexte
Kate Seredy est née en Hongrie et est arrivée aux États-Unis à l'âge de vingt-trois ans. Elle avait déjà publié deux livres pour enfants. Son premier, The Good Master (en), se déroule dans son pays natal et a reçu un Newbery Honor. Le deuxième livre de Seredy, Listening, se déroule dans la campagne new-yorkaise où elle vit à l'époque. La Hongrie est redevenue son inspiration pour The White Stag. Il a été écrit après que Seredy ait lu un livre sur l'histoire hongroise pour les enfants et l'a trouvé sec. Elle dit dans la "Préface" qu'elle a écrit le livre pour « Ceux qui veulent entendre la voix des dieux païens dans le vent et le tonnerre, qui veulent voir les fées dansant au clair de lune, qui peuvent croire que la foi peut déplacer des montagnes et qui peuvent suivre le fil des pages de ce livre. C'est un fil fragile ; il ne peut supporter le poids des faits et des dates ». Basé sur le conte populaire préféré de son père sur la fondation de ce pays, The White Stag a été écrit en seulement trois semaines. 

## Réception critique
Kirkus Reviews a donné à The White Stag une critique élogieuse « pour des livres d'un mérite remarquable », en disant : « Kate Seredy a un sens magique de l'histoire, une manière de raconter qui semble instinctive du contenu, et ses illustrations sont une interprétation parfaite du texte » . Selon le Fresno Literature Examiner, Seredy « a eu un impact significatif sur la littérature pour enfants ». Il a ensuite appelé le livre « Une belle collection d'illustrations mystiques en noir et blanc et de fantaisie artisanale... The White Stag est une combinaison poignante de mythes, d'histoire et de légendes » . En 1959, The White Stag a reçu le Lewis Carroll Shelf Award. 
Malgré le fait que The White Stag a été lauréat de la médaille Newbery et que The Good Master a été nommé livre d'honneur, un certain nombre de critiques considèrent The Good Master comme le meilleur livre de Seredy, le préférant à The White Stag. La critique Anita Silvey explique cela en disant : « Une prose puissante et poétique et des illustrations époustouflantes se combinent pour faire de (The White Stag) l'un des meilleurs de Seredy, bien qu'il manque à l'enfant l'attrait de son autre travail » . 